# Pablo Hervías
Pablo Hervías Ruiz (ur. 8 marca 1993 w Logroño) – hiszpański piłkarz występujący na pozycji pomocnika w Real Valladolid.